# Rainforest Action Network

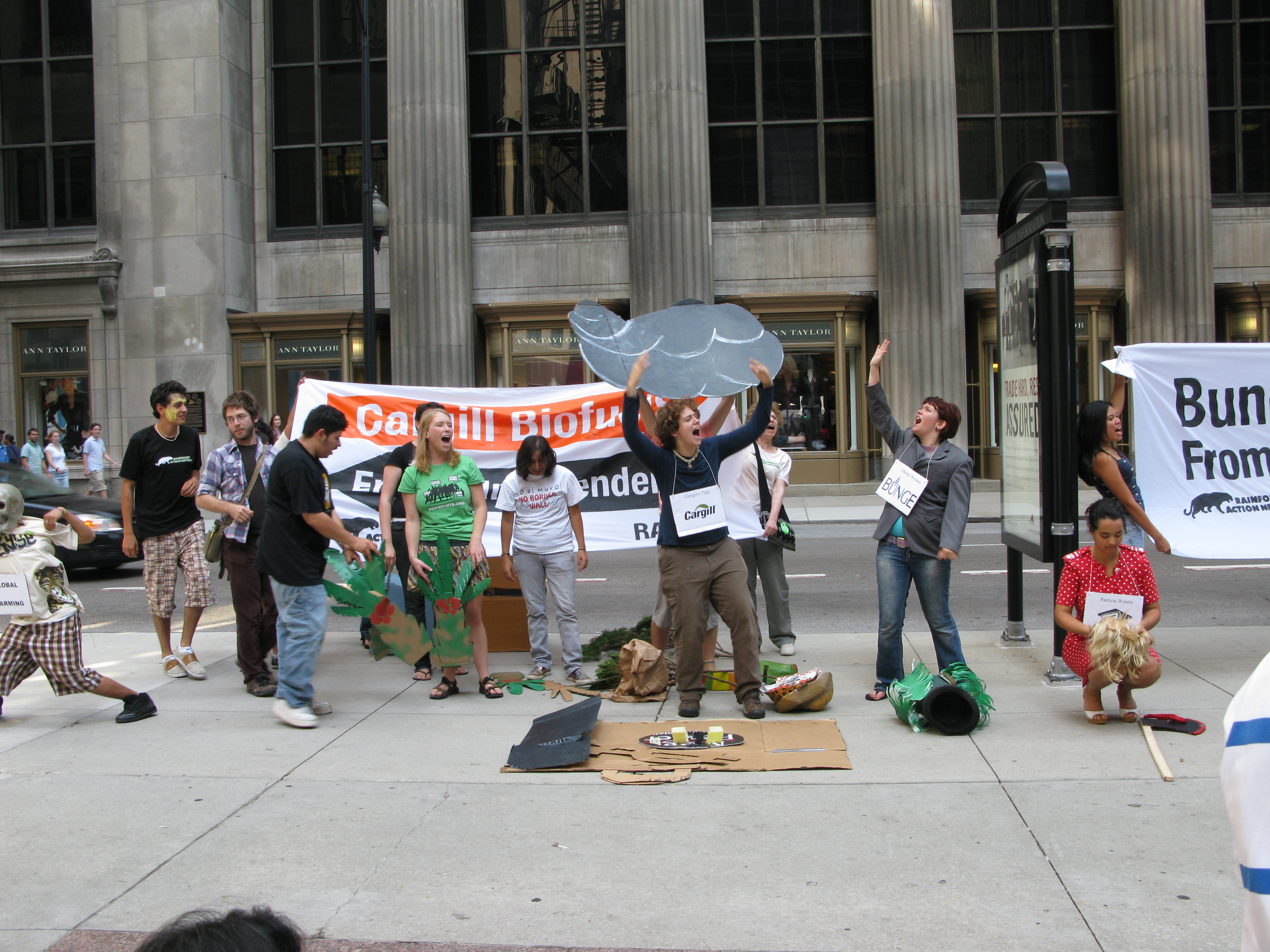
Attivisti RAN, 2008

La Rainforest Action Network o in sigla RAN (in italiano: Rete d'azione per le foreste pluviali è una organizzazione ambientale con sede a San Francisco in California, negli Stati Uniti.
L'organizzazione nacque da Randy "uragano" Hayes and Mike Roselle nel 1985, e guadagnò rilievo nazionale con una campagna popolare nel 1987 per convincere la catena di ristoranti Burger King a cancellare dei contratti per il valore di 35 milioni di dollari per la produzione di carne di manzo che avrebbero provocato la distruzione della foresta pluviale dell'America centrale.
La protezione delle foreste e la sfida alle multinazionali è rimasto un obiettivo chiave delle campagne di RAN, che l'ha portata al cambiamento di politiche per i settori  dell'edilizia, acquisizione e forniture di legname, automotivo, della moda, della carta e bancario.

## Programmi
- Programma foreste tropicali
- Affari con le foreste pluviali: Olio di Palma
- Programma di Finanza e Energia
- Possiamo cambiare Chevron: Rifiuti tossici del petrolio